# Fortificaciones de Bratislava

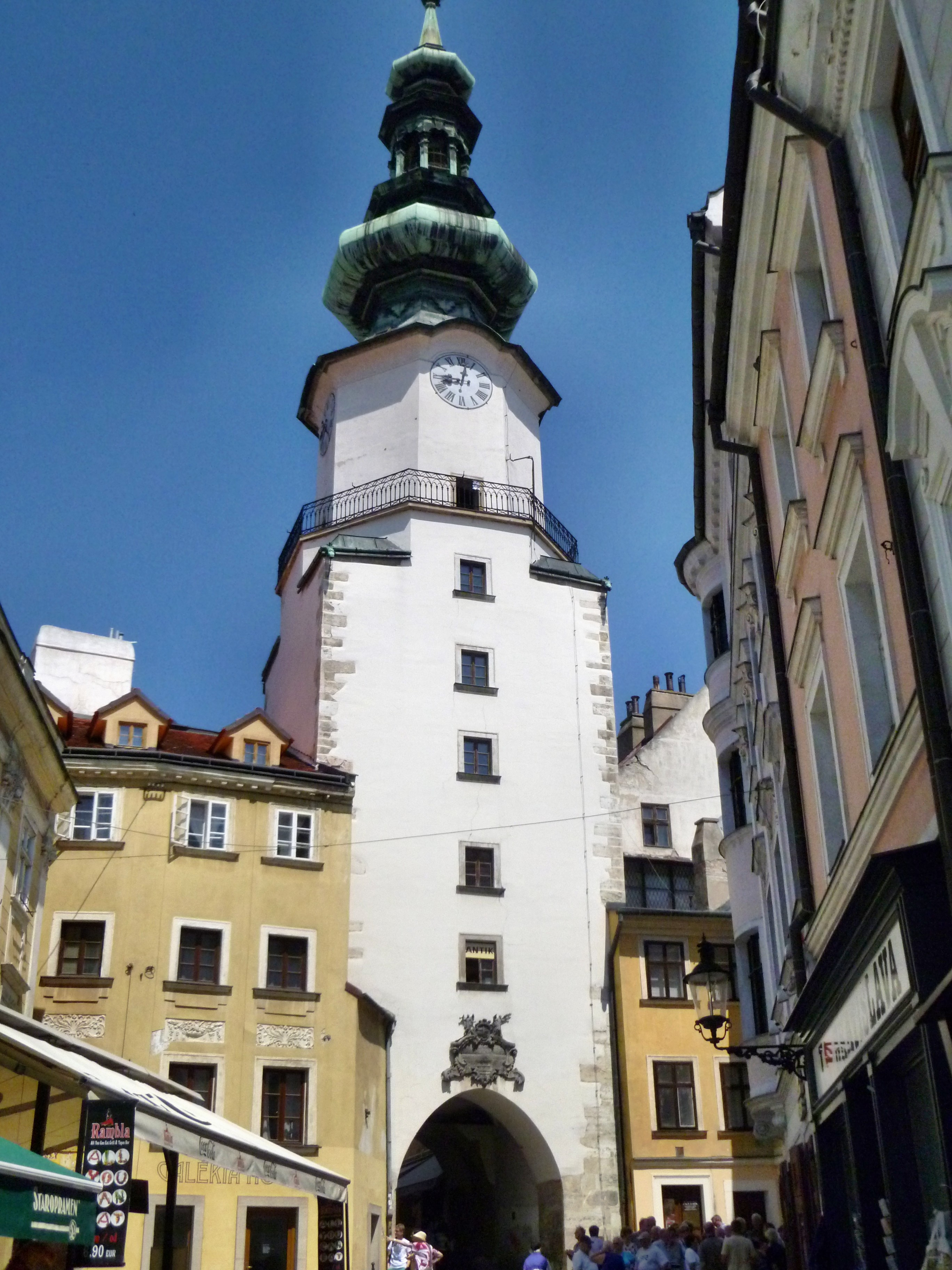
La Puerta de Miguel es la única que queda de las cuatro puertas originales del sistema de fortificación medieval

Las fortificaciones de Bratislava suelen referirse a las fortificaciones medievales de la ciudad de Bratislava, la capital de Eslovaquia, de las que hoy quedan una puerta y dos tramos de muralla. El castillo de Bratislava también estaba fuertemente fortificado. En los siglos siguientes se construyeron otros sistemas de fortificación, como un sistema de fortificación de artillería y refugios de la Primera Guerra Mundial, un sistema de búnkeres y fortificaciones construidos por la Primera República Checoslovaca en el periodo de entreguerras, refugios antiaéreos de la Segunda Guerra Mundial, fortificaciones construidas por la Alemania nazi en la ciudad durante la Segunda Guerra Mundial y, por último, defensas de la ciudad en la época de la Guerra Fría, que incluían un sistema de 8.602 refugios antiaéreos y nucleares capaces de albergar a más de 760.000 ciudadanos, un número muy superior al de sus habitantes. La cúspide de la defensa de la ciudad en la época comunista fue una base militar de cohetes situada en la colina Devínska Kobyla, el punto más alto de la ciudad.

## Sistema de fortificación medieval
Las fortificaciones medievales de la ciudad son el sistema de fortificaciones de la ciudad de Bratislava, la capital de Eslovaquia, de las que hoy quedan una puerta y dos tramos de muralla. La mayor parte del sistema de fortificaciones medievales fue demolido en el año 1775 por orden de la emperatriz María Teresa de Austria, y el resto fue derribado en los siglos XVIII y XIX. El único tramo consistente que queda de las murallas de Bratislava, que va desde la Catedral de San Martín hacia la intersección de las calles Na vŕšku y Kapitulská, volvió a ser accesible al público a partir de 2020.

### Historia
La construcción de las fortificaciones medievales en Bratislava (conocida como Pressburg/Pozsony durante la mayor parte de su historia, cuando pertenecía al Reino de Hungría ) comenzó en el siglo XIII. A fines del siglo XIV, había tres puertas que conducían a la ciudad: la Puerta de Michael (norte), la Puerta Vydrica (oeste) y la Puerta Laurinc (este). En el siglo XV se añadió otra puerta más pequeña: la Puerta de los Pescadores (sur, que conduce al Danubio). Los suburbios fueron creciendo gradualmente alrededor de las murallas, que fueron fortificadas en el siglo XV con terraplenes y diques por orden del rey Segismundo, después de una invasión husita. La línea exterior de la ciudad tenía cinco puertas: la puerta Kozia y las puertas en las calles Suché mýto, Špitálska, Dunajská y Schöndorf (hoy Obchodná).
Las fortificaciones de la ciudad estaban hechas de piedra, con paredes de 130-160 centímetros de espesor. Según los historiadores eslovacos, el sistema de fortificación se construyó en su conjunto desde finales del siglo XIII hasta la mitad del siglo XIV. La parte superior de las murallas estaba coronada por almenas .
En 1599 la fortaleza del Schlossberg fue heredada por la familia Pálffy, y se permitió a los judíos (que habían sido expulsados de Bratislava en 1526) volver a dos barrios de la zona de la fortaleza: Schlossberg y Zuckermandel.
Debido a la amenaza turca en el siglo XVI, las fortificaciones fueron reconstruidas por constructores italianos especializados en la construcción de fortalezas. En el siglo XVII también se planearon otros cambios, pero sólo se llevaron a cabo las fortalezas de los castillos. Sin embargo, como las murallas interiores de la ciudad frenaban su crecimiento, María Teresa de Austria permitió la demolición de las fortificaciones en 1775. La demolición continuó hasta 1778, se rellenaron los fosos y se unió la ciudad con sus suburbios. A principios del siglo XIX, también se demolieron las murallas exteriores
El tramo restante de las murallas de la ciudad fue reconstruido en dos fases entre 1975 y 1991. Los muros que comenzaban en la intersección de la calle Kapitulská con la calle Na vŕšku y terminaban en el Palacio Eszterházy comprendían la primera fase y el tramo restante que terminaba en la Catedral de San Martín comprendía la segunda fase.

### Bastiones
El sistema de fortificaciones de la Bratislava medieval contenía varios baluartes y torres de vigilancia. Los grandes bastiones en forma de herradura que sobresalían en la zona entre los anillos de la muralla interior y exterior solían tener su propio nombre. Los más pequeños, con forma de medio círculo, solían denominarse en función de su relación con otros bastiones prominentes o con las puertas de la ciudad situadas en sus proximidades.
Los baluartes se construyeron de forma más extensa comparativamente tarde, sólo después de la mejora de los cañones, y especialmente después de la batalla de Mohács en 1526. Sin embargo, los baluartes denominados Enemigo de los húngaros (Nepriateľ Uhrov), Lugislandia, Baluarte de los pájaros (Vtáčia bašta), Baluarte en el baño superior (Bašta pri hornom kúpeli), Baluarte de la pólvora (Prašná bašta), Bastión detrás del claustro (Bašta Za kláštorom), Bastión de los carniceros (Mäsiarska bašta), Bastión de los panaderos (Pekárska bašta) y Bastión de los zapateros (Obuvnícka bašta) fueron construidos antes del año 1520.
Esta es una lista de baluartes con nombre que va en el sentido de las agujas del reloj desde la Puerta de Miguel hacia la Puerta de Laurinc, luego la Puerta de los Pescadores, luego la Puerta de Vydrica y luego de vuelta a la Puerta de Miguel
| Nombre                                         | Nombre alternativo                                                                                    | Ubicación                                                            | Notas |
| ---------------------------------------------- | --- | -------------------------------------------------------------------- | --- |
| bastión de la Pólvora                          | Prašná brána, Pulwerthurm, el nombre anterior era Newen Thurn pey Sand Michels Thor                   | Calle Zámočnícka No. 399/11, Bratislava                              | El único bastión que aún existe hoy, aunque parcialmente reconstruido con fines residenciales. |
| Medio baluarte detrás del convento             | Polveža za kláštorom, Halbturn Hinter dem Kloster                                                     | Al final de la calle Františkánska                                   | El nombre original de la calle Františkánska era Calle detrás del convento (Ulica za kláštorom, Gassl hinter dem Closter)                                                                                                 |
| bastión Judío                                  | Židovská bašta, Juden Thuer                                                                           | Detrás del claustro de las Ursulinas, al final de la calle Nedbalova | Nombrado probablemente por un gueto Judío cercano |
| bastión de los Carniceros                      | Mäsiarska bašta, Fleischker Thurrn, los nombres anteriores incluían Hinter den Juden, Pey den Juden.  | Al sur del bastión Judío                                             | Baluarte atípico de cuatro paredes, el último de las murallas orientales de la ciudad. Vigilado por los miembros del gremio de carniceros                                                                                 |
| bastión de los Panaderos                       | Pekárska basta, Pekchen Thuren                                                                        | En el lugar del actual Teatro PO Hviezdoslav                         | Atendido por los miembros del gremio de panaderos, protegía la entrada por la puerta Laurinc en el borde sureste de las defensas de la ciudad.                                                                            |
| Bastión de los Zapateros                       | Obuvnícka basta, Schusterthurrn                                                                       | Al borde del Rybné námestie y Hviezdoslavovo námestie actuales       | La esquina suroeste de las defensas de la ciudad, a cargo de los miembros del gremio de zapateros. |
| Bastión de Himmelreich y bastión de Leonfelder | Lleva el nombre de importantes familias de la ciudad.                                                 | Junto a la Puerta Vydrica                                            | Se construyeron dos baluartes junto a la Puerta Vydrica en 1455, solo dos décadas después de la puerta misma. |
| bastión Nuevo                                  | Nová bašta, Newen Thurrn también conocido como Enemigo de los húngaros (Nepriateľ Uhrov, Ungerfeindt) | Al norte de la Puerta Vydrica, frente al castillo de Bratislava      | Probablemente fue construido un poco más tarde que los baluartes vecinos, de ahí el nombre. El nombre alternativo podría estar motivado por su posición en relación con el castillo, la sede de los gobernantes húngaros. |
| bastión de la isla de Lugins                   | Thurren Luginlandt                                                                                    | Al norte del bastión Nuevo                                           | Luginsland es una palabra alemana que significa "torre de guardia". |
| bastión de las Aves                            | Vtáčia bašta, Vogelturm                                                                               | Frente al Župné námestie actual                                      | Probablemente llamado así porque era más alto que su entorno. |

La parte sur de las murallas de la ciudad estaba suficientemente protegida por el entorno del río Danubio creando un sistema deshabitado de pequeñas islas sin árboles.
Los únicos dos baluartes que quedan hoy en día son el bastión de la Pólvora (Prašná bašta), que fue rediseñado como una casa residencial en la calle Zámočnícka No. 11 y los restos del bastión de los Zapateros (Obuvnícka bašta) se incluyeron en la casa en Hviezdoslavovo námestie No. 11, hoy contiene la cafetería Korzo (no visible desde el exterior del edificio).

### En la actualidad

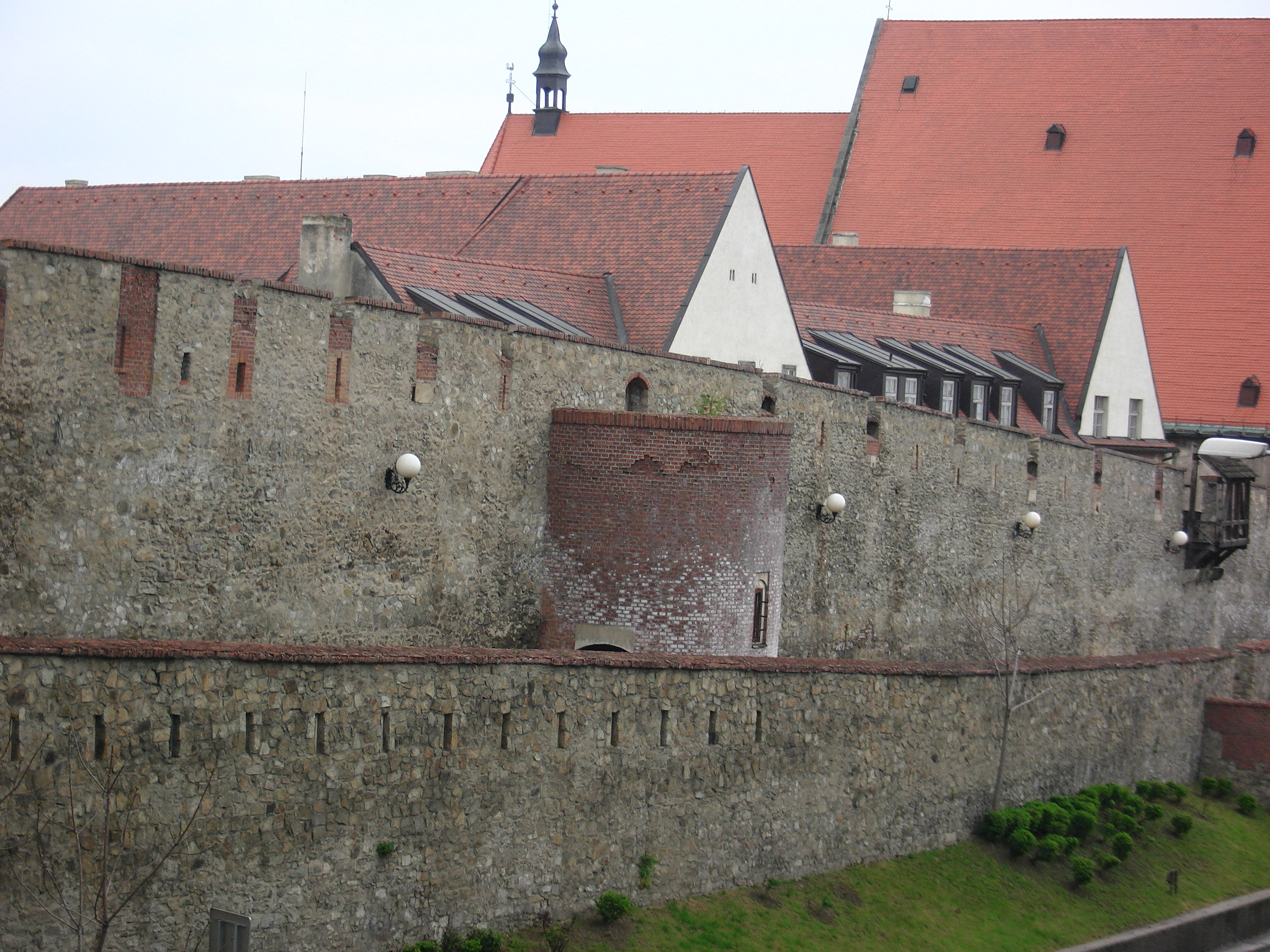
Una parte del tramo de fortificación que aún permanece, cerca de la Catedral de San Martín

Hoy en día, solo han sobrevivido la Puerta de San Miguel, un tramo corto de la antigua muralla y una sección de la Catedral de San Martín de aproximadamente 200 metros de largo. La sección de la Catedral de San Martín fue renovada después de una demolición masiva en el área debajo del castillo debido a la construcción de una carretera de acceso al puente Nový Most, y se descubrieron partes de las fortificaciones. La casa más estrecha de Europa se encuentra en la calle Michalská, cerca de la puerta de Miguel. 
La ciudad de Bratislava es propietaria de este tramo de muralla desde el año 1993. En el año 2000, la ciudad alquiló la estructura a la ONG Tovarišstvo starých bojových umení a remesiel. En el año 2001, las murallas fueron declaradas inaccesibles al público y se instalaron grandes vallas metálicas en los puntos de entrada. Según un experto en estática, la estructura permanece intacta y no hay peligro de que se desprendan grandes trozos. Por otro lado, pequeños trozos de las capas exteriores de la estructura se están desprendiendo y suponen un peligro para los peatones y los coches que pasan por la calle Staromestská. Algunas partes de las fortificaciones están cubiertas por andamios para reforzarlas. Por alguna razón, los andamios son propiedad de empresas privadas que los utilizaron inmediatamente para instalar anuncios de gran tamaño. En 2010, el fuerte viento dañó tanto la plataforma de observación de madera cerca de la catedral de San Martín, que tuvo que ser desmontada.
La empresa de la ciudad de Bratislava Mestský inversor pamiatkovej obnovy - spoločnosť Paming está planeando la reconstrucción del tramo de fortificación más largo al menos desde 2008, pero a partir de 2011, no se ha hecho ningún progreso. La ciudad de Bratislava afirma que ni siquiera tiene presupuesto para solicitar una subvención del Ministerio de Cultura porque requiere una cofinanciación obligatoria. Según Jozef Hrabina, responsable de la empresa Paming, el coste estimado de la reconstrucción, incluida la investigación y la documentación del proyecto, es de 1,7 millones de euros .
Este tramo de fortificaciones contiene la única torre que queda: la torre Bax ( Baxova veža ), aunque otras fuentes afirman que es la torre Bird ( Vtáčia veža ). Las singulares murallas de la ciudad continúan siendo accesibles al público.

## Fortificaciones del castillo de Bratislava

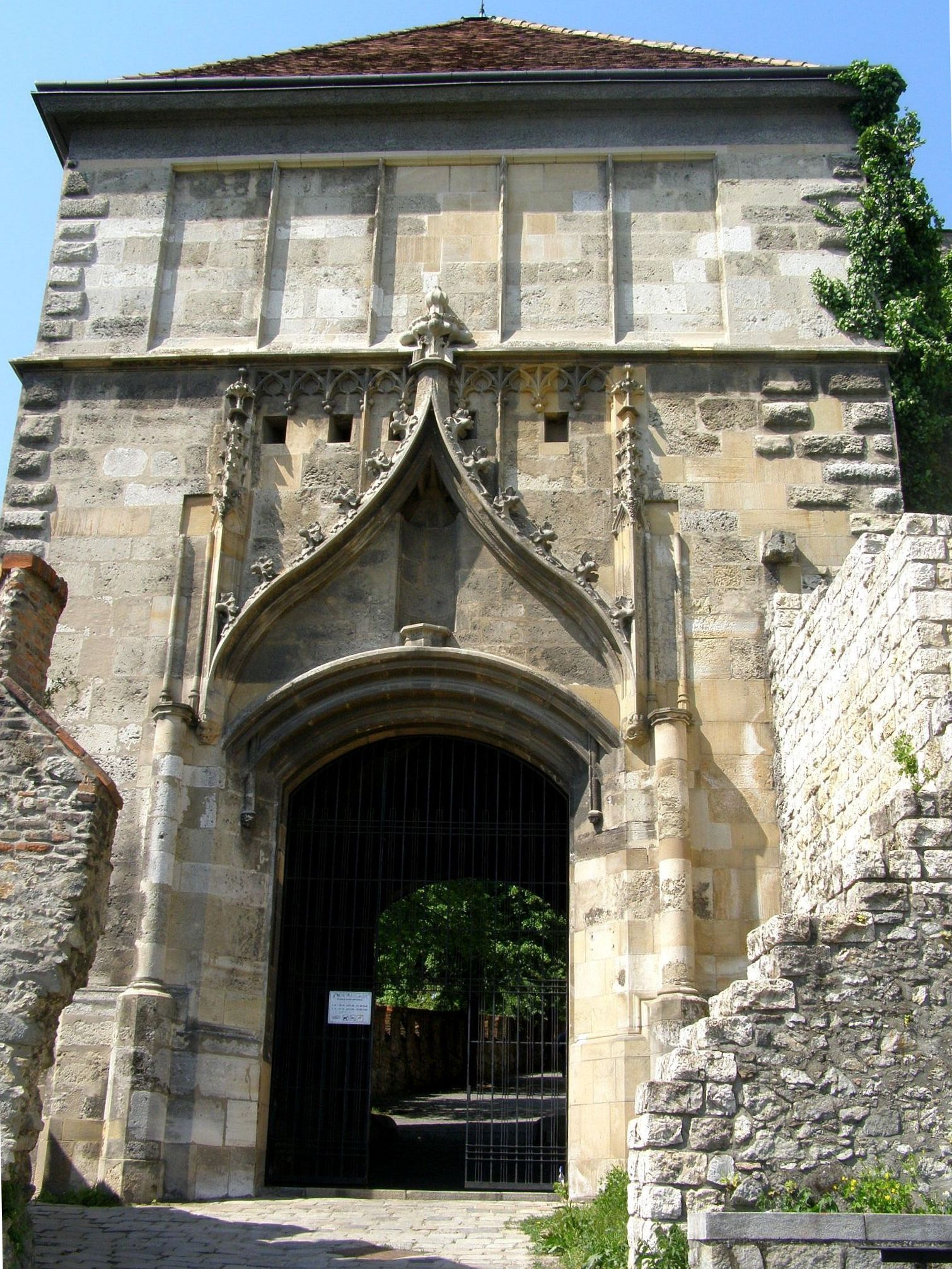
Puerta de Segismundo de las fortificaciones del castillo de Bratislava

La mayor parte del extenso sistema de fortificación del Castillo de Bratislava ha sobrevivido hasta el presente, incluidas numerosas puertas.

## Sistema de fortificación de artillería de la Primera Guerra Mundial
En la primavera de 1915, Austria-Hungría se enfrentaba a una derrota militar por primera vez durante la guerra cuando las tropas rusas avanzaban hacia las montañas de los Cárpatos. La situación causó una gran preocupación en el ejército austrohúngaro, ya que la falta de defensa de los Cárpatos permitiría al enemigo acceder al centro de Hungría, incluida Budapest. Una de las medidas tomadas para evitarlo fue la decisión de fortificar la ciudad de Poszony (hoy Bratislava).
El objetivo del sistema de fortificación era impedir que los rusos cruzaran el río Danubio y así evitar el cerco de Viena (algo que los prusianos intentaron en 1866 en la batalla de Lamacs durante la guerra austro-prusiana) y negar el acceso hacia el sur, hacia el continente húngaro. El complejo de fortificación consta de puestos de artillería individuales agrupados en puntos estratégicos. Los puestos de artillería consistían en cavernas de artillería (eslovaco: kaverny) utilizadas para resguardar a los soldados y las municiones del contrafuego enemigo y cerca de ellas se encontraban las baterías de artillería propiamente dichas. El objetivo de esta artillería era la defensa circular a larga distancia de la ciudad. Estaban situadas en colinas con buenas vistas hacia abajo, que hoy corresponden a las zonas de Dúbravská Hlavica, Dlhé Diely, Sitina, Lamač, Klepáč, Americké námestie, Kamzík y Rösslerov lom. Todos ellos están situados en los Cárpatos de Devín y en el Parque Forestal de Bratislava.
La lucha en los Cárpatos terminó en mayo de 1915 debido a una ruptura alemana en Görlitz. Las tropas rusas fueron empujadas hacia atrás y no regresaron más durante este conflicto. Debido a este desarrollo, el sistema de fortificación no se usó en combate y quedó parcialmente sin terminar.

### Descripción
Hay en total 32 o 42 (según la fuente) cavernas de artillería supervivientes. Algunas de ellas están parcialmente derrumbadas o su techo corre peligro de derrumbarse. Junto a algunas de las cavernas, todavía se distinguen plataformas para la artillería. El principal material de construcción fue el hormigón.

### Hoy día
Hoy en día, el sistema de fortificación es en gran parte desconocido para el público, aunque las propias cavernas de artillería son accesibles y visitadas por excursionistas experimentados. Algunas de ellas sirven como lugares para dormir para las personas sin hogar. Actualmente no hay planes para restaurar el monumento cultural o utilizarlo para atraer turistas .

## Primer sistema de fortificación de la República Checoslovaca

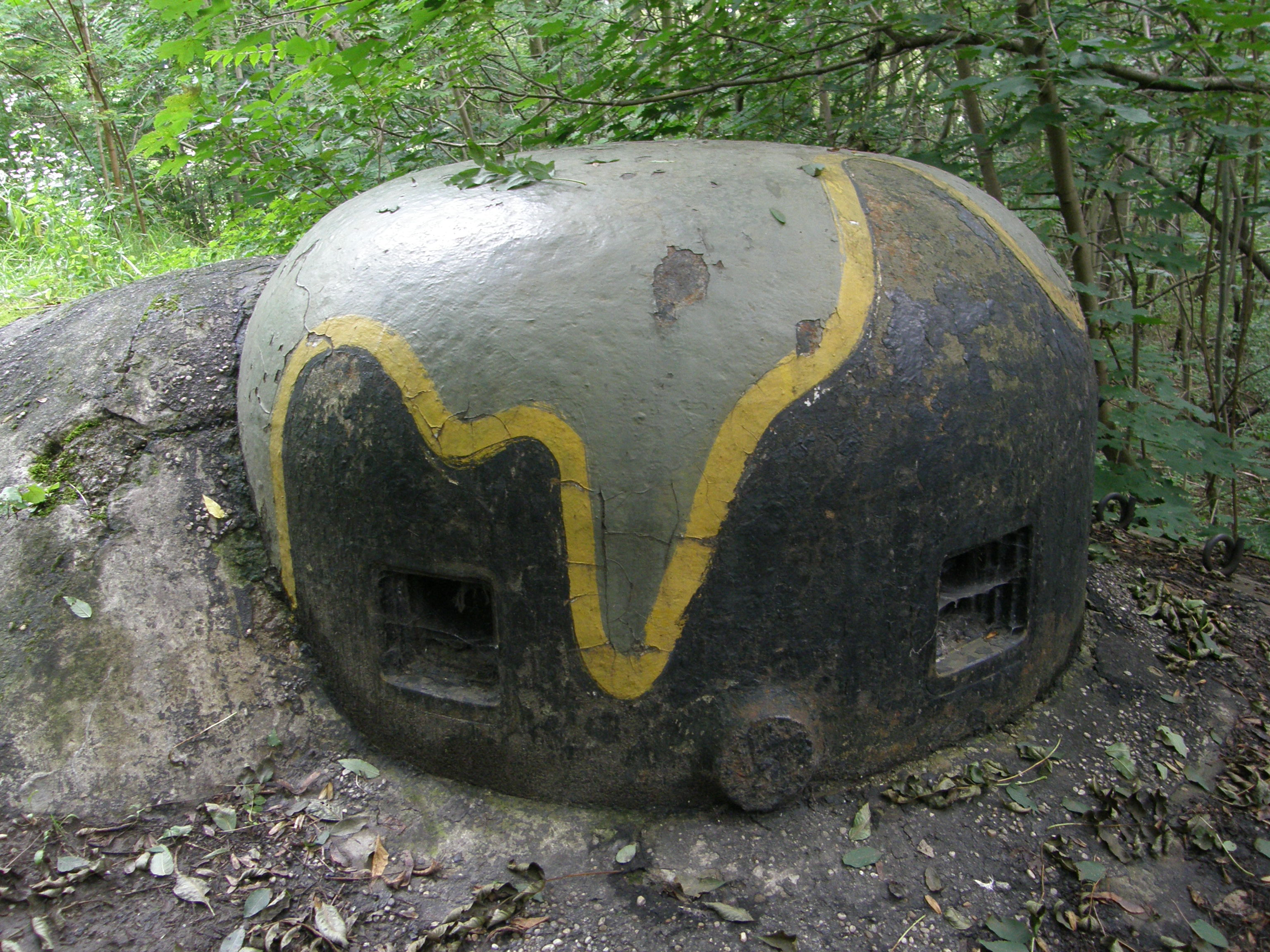
Búnker de fortificación pesada BS-1 "Štěrkoviště" en Bratislava

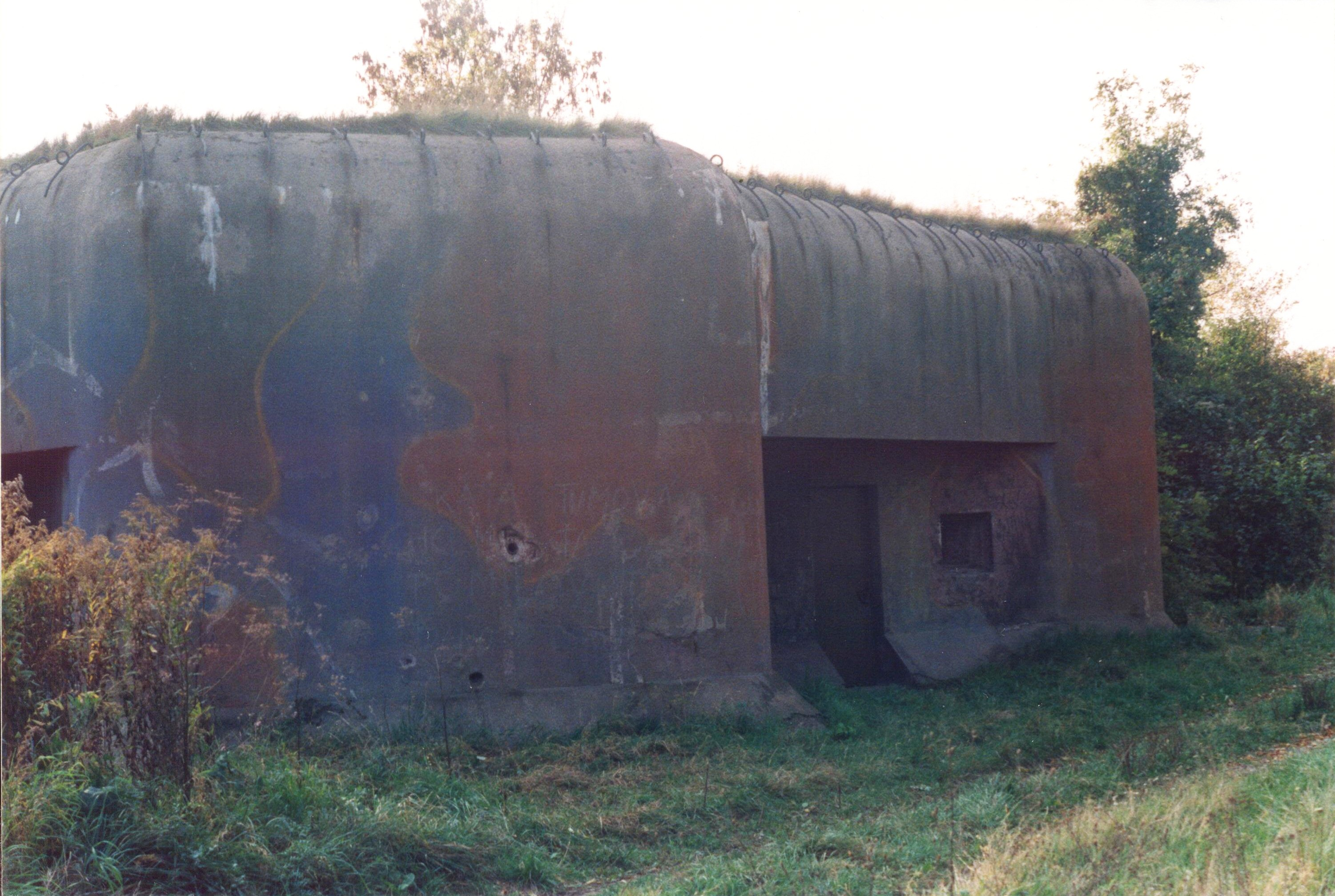
Búnker de fortificación pesada BS-4 “Lány” en Bratislava

A pesar de violar directamente los tratados internacionales a los que Checoslovaquia estaba obligada en ese momento, inició una construcción a gran escala de defensas y fortificaciones fronterizas. Las primeras fortificaciones militares fueron construidas en Petržalka en 1934, por orden del general Šnejdárek, siendo uno de los primeros objetos de fortificación construidos en la zona de Checoslovaquia después de la Primera Guerra Mundial La segunda oleada de construcciones comenzó en 1937 y convirtió las defensas en una línea de fortificación consistente. En general, la sección de Bratislava de la línea de fortificación checoslovaca se consideraba un ejemplo para otras secciones y las fortificaciones de Bratislava estaban completas y listas para la acción en otoño de 1938, incluyendo todos los objetos auxiliares, puestos de mando, obstáculos del terreno y accesorios interiores de todos los objetos. El sistema de fortificación se equipó con armas y municiones y fue atendido por el Batallón Fronterizo 50 (eslovaco: hraničiarsky prapor č.50) de 1.500 hombres. La construcción de las fortificaciones de Petržalka fue llevada a cabo por la empresa constructora Ing. Rudolf Frič de Bratislava. Rudolf Frič de Bratislava.
La siguiente es una lista de búnkeres de fortificación pesada construidos por la Primera República Checoslovaca:
- BS-1 “Štěrkoviště” – en la orilla del río Danubio, aproximadamente a 700 metros contra la corriente del río desde el puente Lafranconi
- BS-2 “Mulda” - en un bosque
- BS-3 “Paseka” - en un bosque
- BS-4 “Lány” - visible desde la carretera cerca del paso fronterizo Petržalka - Berg, al borde del bosque
- BS-5a,5b “Vídeň I a II” - objeto doble, destruido durante la construcción de la carretera
- BS-6 “Vrba” - a la derecha pasando por la calle Bratská hacia la autopista
- BS-7 “Cvičiště” - cerca de la calle Kopčianska
- BS-8 “Hřbitov” - cerca de la calle Kopčianska
- BS-9 “Kittsee” - por la calle Kopčianska hacia la frontera con Austria
- BS-10 “Tři hranice” - cerca de la autopista a Hungría
- BS-11 “Janík” - destruido durante la construcción de Petržalka
- BS-12 "Oroszvár" - destruido durante la construcción de Petržalka
- BS-13 “Stoh” - terminal de transporte público en la calle Betliarska cerca del Danubio
- BS-14 "Duna" - cerca de un muro anti-inundaciones cerca del Danubio
- BS-15 "Ostrov" - en la isla Starohájsky frente a la refinería Slovnaft

## Búnkeres modernos de la guerra fría
Durante el período de la guerra fría entre 1950 y 1989, se construyeron muchos sistemas de fortificación modernos cerca de Bratislava. Los refugios más conocidos se encontraban en el bosque de los Cárpatos. He aquí algunos de ellos:
- ÚŽ-6 " Jarovce " está muy cerca del pueblo de Jarovce .
- UŽ-6 " Cífer " - pequeño refugio civil abandonado cerca de la ciudad principal
- UŽ-6 " Lozorno " - cerca del pueblo de Lozorno
- UŽ-6a " 5270 " - es un nuevo tipo de búnker construido en 1971. Está protegido contra ataques nucleares. La ubicación de este objeto está cerca del pueblo de Cifer .